# Patrick van Luijk
Patrick van Luijk (né le 17 septembre 1984 à Spijkenisse) est un athlète néerlandais, spécialiste des épreuves de sprint.

## Biographie
De père jamaïcain et de mère néerlandaise, il est né aux Pays-Bas.
Il est finaliste sur 4 × 100 m aux Athlétisme aux Jeux olympiques de Pékin, en 2008.
Patrick van Luijk remporte la médaille d'argent du 200 mètres lors des Championnats d'Europe 2012 d'Helsinki, dans le temps de 20 s 87, devancé par son compatriote Churandy Martina.

### Palmarès
| Date | Compétition           | Lieu     | Résultat | Épreuve   |
| ---- | --------------------- | -------- | -------- | --------- |
| 2006 | Championnats d'Europe | Göteborg | 8e       | 4 × 100 m |
| 2008 | Jeux olympiques       | Pékin    | 6e       | 4 × 100 m |
| 2012 | Championnats d'Europe | Helsinki | 2e       | 200 m     |
| 2012 | Championnats d'Europe | Helsinki | 1er      | 4 × 100 m |
| 2012 | Jeux olympiques       | Londres  | 5e       | 4 × 100 m |

### Records
| Épreuve | Performance | Lieu   | Date         |
| ------- | ----------- | ------ | ------------ |
| 100 m   | 10 s 25     | Leiria | 21 juin 2008 |
| 200 m   | 20 s 47     | Leyde  | 9 juin 2012  |